# 33539 Elenaberman
33539 Elenaberman este o planetă minoră (asteroid) din centura de asteroizi. A fost descoperită pe 17 aprilie 1999 la Experimental Test Site⁠(d) de Lincoln Near-Earth Asteroid Research. 
Obiectul prezintă o orbită caracterizată de o semiaxă mare de 2,3357891 UAi, o excentricitate de 0,08, o înclinație de 6,64516 ° în raport cu ecliptica.